# Вулиця Крейсера «Аврора» (Київ, Дніпровський район)
Ву́лиця Кре́йсера «Авро́ра» — зникла вулиця, що існувала в Дніпровському районі міста Києва, місцевість Микільська слобідка. Пролягала від Джамбульського провулку до провулку Крейсера «Аврора».
Прилучалася Дніпрова вулиця.

## Історія
Виникла, ймовірно, у 1-й половині XX століття, можливо під назвою Кладовищенська. У 1955 році набула назву вулиця Аврори, пізніше назва була змінена на Крейсера «Аврора», на честь крейсера «Аврора». 
Ліквідована 1977 року у зв'язку зі знесенням старої забудови Микільської слобідки.
У тому ж 1977 році таку саму назву отримала вулиця (нині — вулиця Дмитра Луценка) на житловому масиві Теремки-2.